# Elecciones estatales de Chihuahua de 2010
Las elecciones estatales de Chihuahua de 2010 se llevaron a cabo el domingo 4 de julio de 2010, y en ellas fueron renovados los siguientes cargos de elección popular:
- Gobernador de Chihuahua. Titular del Poder Ejecutivo del estado, electo para un periodo de seis años no reelegibles en ningún caso, el candidato electo fue César Duarte Jáquez.
- 33 diputados del Congreso del Estado. 22 electos por mayoría relativa en cada uno de los Distrito Electorales y 11 electos por el principio de representación proporcional mediante un sistema de lista.
- 67 ayuntamientos. Compuestos por un presidente municipal y regidores, electos para un periodo de tres años no reelegibles para el periodo inmediato.
- 67 síndicos. Encargados de la fiscalización de los Ayuntamientos.

## Precandidaturas y elecciones internas

### Partido Acción Nacional
El 20 de septiembre de 2009, durante los festejos por el 70 aniversario de la fundación del PAN, militantes del partido mostraron su apoyo públicamente para ser candidato a gobernador a Carlos Borruel Baquera, presidente municipal de Chihuahua, quien con ello se convierte en el primer aspirante público de su partido a la candidatura; ante ello y posteriores pronunciamientos a favor de su candidatura el PRI y el PRD le demandaron solicitar licencia a la Presidencia Municipal de Chihuahua.
El 27 de noviembre se manifestó también por la búsqueda de la candidatura del PAN a la gubernatura el exalcalde de Galeana, Clarence Jones, uno de los líderes de la comunidad mormona de la región, quienes han cobrado notoriedad a raíz de los acontecimientos en Colonia Le Barón. El 21 de diciembre se anunció formalmente que la elección del candidato del PAN a la gubernatura será mediante elección abierta a la ciudadanía, método que fue aprobado por el Instituto Estatal Electoral el 29 de diciembre.
El 3 de enero de 2010 Carlos Borruel Baquera solicitó licencia definitiva como presidente municipal y su intención formal de competir por la candidatura del PAN a la gubernatura, al día siguiente, 4 de enero, fue formalmente emitida la convocatoria para elegir al candidato a gobernador, y el senador Gustavo Madero Muñoz descartó definitivamente participar en la selección del candidato.
El 8 de enero Carlos Borruel se registró oficialmente como precandidato a la gubernatura ante el comité ejecutivo estatal del PAN, al día siguiente, 9 de enero, el exalcalde Juan Alberto Blanco Zaldívar anunció que también se presentaría a registrar su precandidatura. El 10 de enero Borruel recibió la constancia que lo acredita como precandidato registrado, y el mismo día Juan Blanco declinó de su precandidatura, registrándose también Clarence Jones, y Pablo Cuarón Galindo; sin embargo, el 13 de enero se negó el registro a Clarence Jones al no presentar la cantidad de firmas de apoyo que señalaba la convocatoria.
El 28 de febrero se realizó la elección interna del PAN, los resultados preliminares fueron como siguen:
|  | 59.37 % |

|  | 38.96 % |

|  | 99.38 % |

|  | 1.67 % |

Declarándose en consecuencia ganador de la candidatura a gobernador Carlos Borruel Baquera, siendo confirmado a la publicación de los resultados oficiales el 3 de marzo, y tras iniciales señalamientos sobre la posibilidad de investigar votaciones atípicas en algunas municipios, Pablo Cuarón renunció a impugnar y reconoció su derrota el 5 de marzo.
Carlos Borruel Baquera fue registrado oficialmente como candidato del PAN a la gubernatura ante el Instituto Estatal Electoral el 9 de abril de 2010, siendo debidamente aprobada.

### Partido Revolucionario Institucional
El primer precandidato que públicamente manifestó su interés en contender por la candidatura del PRI a Gobernador fue César Duarte Jáquez, al finalizar su periodo como diputado federal y Presidente de la Cámara de Diputados, el 25 de agosto de 2009; el 3 de noviembre del mismo año, Óscar Villalobos Chávez, hasta ese momento Secretario de Fomento Social del gobierno del estado anunció su renuncia al cargo para buscar la candidatura de su partido a la gubernatura.
El 23 de noviembre el secretario general del PRI, Jesús Murillo Karam, se reunió con seis aspirantes oficiales, que son Alejandro Cano Ricaud, César Duarte Jáquez, José Reyes Ferriz, Héctor Murguía Lardizábal, Fernando Rodríguez Moreno y Óscar Villalobos Chávez, y el 28 de noviembre el consejo político estatal del partido resolvió que el candidato a gobernador, así como a los ayuntamientos y diputaciones, sean electos mediante convención de delegados. El 13 de diciembre algunos sectores campesinos del estado se pronunciaron por la candidatura de César Duarte Jáquez, y el 15 de diciembre el diputado Héctor Murguía Lardizábal solicitó licencia a su cargo.
El 30 de noviembre de 2009 se emitió la convocatoria para la elección del candidato, que señala que el registro de precandidatos será el 9 de enero de 2010 y la convenció de delegados que elegirá al candidato será el 28 de febrero.
El 6 de enero de 2009 el alcalde de Ciudad Juárez, José Reyes Ferriz, anunció que no buscaría la nominación de su partido a la gubernatura, el 7 de enero los cinco precandidatos restantes se reunieron en el Comité Ejecutivo Nacional del PRI, donde fue anuncianda ese mismo día las postulación de la precandidatura de unidad de César Duarte Jáquez, que se registró como precandidato único el 9 de enero.
El 28 de febrero de 2010 se celebró la convención de delegados del PRI que eligió formalmente como candidato a Duarte y ante la cual rindió protesta, y el 8 de abril se registró formalmente ante el Instituto Estatal Electoral como candidato del PRI, además del PVEM, el PANAL, y finalmente también el PT.

### Partido de la Revolución Democrática
El 14 de enero de 2010 el Partido de la Revolución Democrática anunció que había registrado a cinco precandidatos de la gubernatura: Atalo Sandoval García, Samuel Schmidt, Víctor Othón Lugo González, Orlando Barraza Chávez y Luis Adolfo Orozco Orozco. El 28 de febrero el consejo político estatal del PRD eligió a Luis Adolfo Orozco Orozco como candidato a la gubernatura, y lo registró oficialmente ante el Instituto Estatal Electoral el 10 de abril, siendo aprobado su registro por el Instituto.

### Partido del Trabajo
El 29 de diciembre de 2009 el Instituto Estatal Electoral aprobó el método de elección de candidato a la gubernatura propuesto por el PT, que será mediante Convención electoral el 28 de febrero de 2010, y el 14 de enero anunció la precandidatura de Rubén Aguilar Gil. Sin embargo, la precandidatura que finalmente se registró fue la Rubén Aguilar Jiménez, quien fue elegido por unanimidad candidato a gobernador el 28 de febrero. Sin embargo, sorpresivamente el 10 de abril registró como candidato a la gubernatura ante el Instituto Estatal Electoral a César Duarte Jáquez.
Sin embargo, el 19 de abril, la dirigencia nacional del PT desconoció dicho registro, argumentando que había sido llevado a cabo sin su autorización, por lo cual emitió un recurso de desistimiento de la candidatura ante el Instituto Estatal Electoral, lo cual fue rechazada por la dirigencia estatal a cargo de Rubén Aguilar Jiménez, que confirmó la candidatura de Duarte, aunque finalmente el 22 de abril la dirección nacional del PT anunció su retiro de cualquier coalición o candidatura común que incluyera al PAN o al PRI con excepción de la de Oaxaca. Sin embargo el Instituto Estatal Electoral rechazó el recursos de desistimiento presentado por la dirigencia nacional del PT, por lo cual sigue siendo válido el registro de César Duarte como candidato común, y ante lo cual, el PT presentó un recurso de impugnación a tal hecho ante el Tribunal Estatal Electoral. el 26 de mayo el Tribunal Electoral del Poder Judicial de la Federación ordenó al Instituto Estatal Electoral no rechazar el recursos de desistimiento y admitirlo a trámite y analizarlo.

### Partido Verde Ecologista de México
El 13 de enero el PVEM presentó a sus tres precandidatos a gobernador: Alejandro Gloria, Fernando Ávila Ortega y Marco Antonio Chapa Medellín. Sin embargo, el 8 de abril registró como su candidato a la gubernatura a César Duarte Jáquez, junto con el PRI y el PANAL.

### Convergencia
Convergencia no registró a candidato alguno a la gubernatura ni a ningún cargo de elección debido a que había sido embargado el 22 de abril de 2010 por una deuda de más de 60 mil pesos que el presidente estatal del partido Fernando Reyes Ramírez y su Secretario Finanzas el expanista Ricardo Gómez Carrillo se negaban a pagar, el último ya había sido demandado con anterioridad por problemas financieros en la política local durante la candidatura a la Gubernatura del Estado de Javier Corral por el PAN, que terminó con un pleito con Javier y la posterior expulsión de Gómez del PAN debido a constantes conflictos con líderes del partido en el Estado de Chihuahua.

### Nueva Alianza
El dirigente local de Nueva Alianza, Ricardo Yáñez Herrera, manifestó el 2 de marzo se intención de ir en alianza con el PRI, lo anterior confirmando por el presidente del Comité Directivo Estatal del PRI Guillermo Márquez Lizalde quién señaló que hay altas posibilidades de ir con el Partido Nueva Alianza a la Gubernatura y las Alcaldías y parcialmente en las diputaciones. Además señaló que se sigue en pláticas con el Partido Verde Ecologista de México para que se integre a dicha alianza. Finalmente, el 8 de abril registró a César Duarte como su candidato a la gubernatura, junto con el PRI y el PVEM.

## Encuestas preelectorales
| Encuestadora                                 | Fuente | Fecha               | Borruel | Duarte | Orozco | Aguilar | NS/NC |
| -------------------------------------------- | ------ | ------------------- | ------- | ------ | ------ | ------- | ----- |
| Gabinete de Comunicación Estratégica-Milenio | [ 47 ] | 14 de abril de 2010 | 26.2    | 46.5   | 2.0    |         |       |
| El Diario de Chihuahua                       | [ 48 ] | 19 de abril de 2010 | 27.6    | 34.4   | 0.8    | 1.8     | 35.3  |
| El Diario de Chihuahua                       | [ 49 ] | 24 de mayo de 2010  | 31.0    | 40.0   | 0.9    |         | 24.1  |
| Gabinete de Comunicación Estratégica-Milenio | [ 50 ] | 26 de mayo de 2010  | 31.3    | 41.9   | 2.5    |         |       |
| El Universal                                 | [ 51 ] | 27 de mayo de 2010  | 39.0    | 57.0   | 4      |         |       |
| Buendía & Laredo                             | [ 52 ] | 6 de junio de 2010  | 40.0    | 57.0   | 3.0    |         |       |
| ARCOP                                        | [ 53 ] | 8 de junio de 2010  | 40.0    | 42.0   |        |         |       |
| El Diario de Chihuahua                       | [ 54 ] | 26 de junio de 2010 | 22.1    | 41.8   | 0.8    |         | 27.1  |
| Gabinete de Comunicación Estratégica-Milenio | [ 55 ] | 30 de junio de 2010 | 26.7    | 46.7   | 2.6    |         |       |

## Resultados electorales

### Gobernador
|  | 55.49 % |

|  | 39.14 % |

|  | 2.00 % |

|  | 0.00 % |

|  | 0.11 % |

|  | 96.74 % |

|  | 3.26 % |

|  | 41.41 % |

|  | 58.59 % |

- Nota: El partido Convergencia no registró candidato pero apoyó abiertamente la candidatura de César Duarte Jáquez.[57]

### Ayuntamientos

Distribución de los ayuntamientos de Chihuahua por partido político:
Partido Acción Nacional
Partido Revolucionario Institucional
Partido de la Revolución Democrática

|  | 37.91 % |

|  | 0.21 % |

|  | 40.23 % |

|  | 11.34 % |

|  | 3.36 % |

|  | 0.47 % |

|  | 1.94 % |

|  | 0.07 % |

|  | 0.68 % |

|  | 0.00 % |

|  | 0.10 % |

|  | 96.31 % |

|  | 3.69 % |

|  | 41.01 % |

Alcaldes electos por municipio
| Municipio               | Candidato                        | Partido | Municipio                | Candidato                         | Partido |
| ----------------------- | -------------------------------- | ------- | ------------------------ | --------------------------------- | ------- |
| Ahumada                 | Fernando Vázquez Ramírez         |         | Janos                    | José Mendoza Grado                |         |
| Aldama                  | Óscar René Dávila Trujillo       |         | Jiménez                  | Marcos Chávez Torres              |         |
| Allende                 | Jesús Horacio Soto Armendáriz    |         | Juárez                   | Héctor Murguía Lardizábal         |         |
| Aquiles Serdán          | Juan Carlos Hernández Mendoza    |         | Julimes                  | Sergio Ramón Porras Valencia      |         |
| Ascensión               | Jaime Domínguez Loya             |         | López                    | Raúl Montoya Luján                |         |
| Bachíniva               | José Ángel Merino Domínguez      |         | Madera                   | Gilberto Estrada Talamantes       |         |
| Balleza                 | Ramón Jurado Borjoquez           |         | Maguarichi               | Pedro Ignacio Quezada Enríquez    |         |
| Batopilas               | Leonel David Hernández Vega      |         | Manuel Benavides         | Ramón García Zapata               |         |
| Bocoyna                 | Abel Hipólito Gutiérrez González |         | Matachí                  | Roberto Loya Antillón             |         |
| Buenaventura            | Cecilio Humberto Chávez Bencomo  |         | Matamoros                | Buenaventura Chávez Villalobos    |         |
| Camargo                 | Arturo Zubía Fernández           |         | Meoqui                   | Jesús Salvador García Esquivel    |         |
| Carichí                 | Ignacio Leonel Varela Ortega     |         | Morelos                  | Sergio Cruz Castillo              |         |
| Casas Grandes           | Luis Javier Mendoza Valdez       |         | Moris                    | José Martín Pérezcampos Pérez     |         |
| Coronado                | José Bernardo Ávila Mendoza      |         | Namiquipa                | Jesús Manuel Ortega Meraz         |         |
| Coyame del Sotol        | Issac Cervantes Meléndez         |         | Nonoava                  | Homero Carmona Carmona            |         |
| La Cruz                 | Francisco Lerma Márquez          |         | Nuevo Casas Grandes      | Luis Fernando Cobos Sáenz         |         |
| Cuauhtémoc              | Israel Beltrán Montes            |         | Ocampo                   | Manuel Hernández Martínez         |         |
| Cusihuiriachi           | Osctavio Sias Lugo               |         | Ojinaga                  | Juan Carlos Valdivia Romero       |         |
| Chihuahua               | Marco Adán Quezada Martínez      |         | Práxedis G. Guerrero     | José Luis Guerrero de la Peña     |         |
| Chínipas                | Leonel Martínez Velducea         |         | Riva Palacio             | Francisco Alan Robles Terrazas    |         |
| Delicias                | Mario Mata Carrasco              |         | Rosales                  | Martín Ausencio Fuentes Cardiel   |         |
| Dr. Belisario Domínguez | Aron Loya Jáquez                 |         | Rosario                  | Lucrecia González Almanza         |         |
| Galeana                 | Ever Uvaldo García Rodríguez     |         | San Francisco de Borja   | Arturo Mendoza Arras              |         |
| General Trías           | Dulces Nombres Chávez Balderrama |         | San Francisco de Conchos | Francisco Javier Silva Pavía      |         |
| Gómez Farías            | Juan Martín González Godinez     |         | San Francisco del Oro    | Jesús Manuel Ramírez Alvarado     |         |
| Gran Morelos            | Ricardo Solís Manríquez          |         | Santa Bárbara            | Francisco Javier Herrera Corrales |         |
| Guachochi               | Andrés Balleza Carreón           |         | Satevó                   | Óscar García Baca                 |         |
| Guadalupe               | Tomas Archuleta Domínguez        |         | Saucillo                 | Julio César Muñoz Reyes           |         |
| Guadalupe y Calvo       | José Rubén Gutiérrez Loera       |         | Temósachi                | Óscar Manuel Molinar Bencomo      |         |
| ̣Guazapares              | Bartolo Moreno Bustillos         |         | El Tule                  | Juan José García Váldez           |         |
| Guerrero                | Águeda Torres Varela             |         | Urique                   | Leobardo Díaz Estrada             |         |
| Hidalgo del Parral      | César Omar Dajlala Amaya         |         | Uruachi                  | Aldo Alejandro Campos Rascón      |         |
| Huejotitán              | Julio César Chavira Molina       |         | Valle de Zaragoza        | Rolando Javier Sánchez Sáenz      |         |
| Ignacio Zaragoza        | Reyes Felipe Mendoza Pérez       |         |                          |                                   |         |

#### Ayuntamiento de Chihuahua
|  | 56.59 % |

|  | 36.81 % |

|  | 1.19 % |

|  | 1.81 % |

|  | 0.00 % |

|  | 0.11 % |

|  | 96.51 % |

|  | 3.49 % |

|  | 48.26 % |

|  | 51.74 % |

#### Ayuntamiento de Ciudad Juárez
|  | 52.26 % |

|  | 38.14 % |

|  | 2.00 % |

|  | 1.76 % |

|  | 1.24 % |

|  | 0.13 % |

|  | 95.53 % |

|  | 4.47 % |

|  | 29.27 % |

|  | 70.73 % |

### Sindicaturas

Distribución de las sindicaturas de Chihuahua por partido político:
Partido Acción Nacional
Partido Revolucionario Institucional
Partido de la Revolución Democrática

|  | 37.09 % |

|  | 0.21 % |

|  | 39.33 % |

|  | 11.02 % |

|  | 3.96 % |

|  | 0.85 % |

|  | 1.95 % |

|  | 0.10 % |

|  | 0.98 % |

|  | 0.00 % |

|  | 0.13 % |

|  | 95.62 % |

|  | 4.38 % |

|  | 41.04 % |

### Congreso del Estado de Chihuahua

Distribución de los distritos de Chihuahua por partido político:
Partido Acción Nacional
Partido Revolucionario Institucional

|  | 36.60 % |

|  | 32.03 % |

|  | 16.02 % |

|  | 3.26 % |

|  | 2.07 % |

|  | 1.84 % |

|  | 1.20 % |

|  | 2.45 % |

|  | 4.52 % |

|  | 100 % |